# Повернення мушкетерів, або Скарби кардинала Мазаріні
«Повернення мушкетерів, або Скарби кардинала Мазаріні» (рос. Возвращение мушкетёров, или Сокровища кардинала Мазарини) — російський музичний кінофільм 2007 р. студії New One Production, режисер — Георгій Юнгвальд-Хількевич. Головні ролі виконували: Михайло Боярський, Веніамін Смєхов, Валентин Смирнітський, Ігор Старигін, Лянка Гриу, Данило Дунаєв, Ірина Пєгова, Дмитро Нагієв, Олександр Коляда та Антон Макарський.

## Сюжет
Фільм відкривається фінальними сценами роману «Десять років потому» з деякими відмінностями. У боротьбі з королівськими гвардійцями гинуть Араміс з Портосом (у книзі гине тільки Портос). Атос помирає у себе в маєтку, випивши чашу з отрутою, відчувши смерть друзів (у книзі — від розриву серця після звісток про смерть сина Рауля). Д'Артаньян, командувач королівськими військами у війні з Голландією, стає Маршалом Франції, як йому і передрікав Атос при Ла-Рошелі. Проте ледве отримавши заповітний жезл, він гине, убитий гарматним ядром. Досі непереможні і нерозлучні друзі виявилися переможеними, але залишилися нерозлучні і в смерті, загинувши усіΙ в один день.
У цей час у Франції гудуть пристрасті. Народ у Парижі не на жарт розлютився. У парламенті вирують дебати з приводу вкрадених грошей з казни: кардинал Мазаріні таємно покинув Францію разом з королівськими скарбами. Народ і парламент знайшли винного в особі коханки Мазаріні — королеви Анни Австрійської. Оскільки колишні заступники честі королеви померли, їй терміново необхідно знайти нових. Ними стали діти мушкетерів: дочка д'Артаньяна — королівська фрейліна Жаклін, в Атоса — син Рауль, Араміса — син Анрі, у Портоса — дочка Анжеліка, котра пішла в монастир від мирського життя, та капітан королівської гвардії Леон, який не знає своїх батьків і змушений битися проти решти четвірки.
У цей самий час в Англії убитий кардинал Мазаріні, його скарби разом з перснем тамплієрів, який за легендами дарує безсмертя, перейшли в руки Ордена єзуїтів. При спробі відібрати належні Франції і королеві багатства діти героїв потрапляють у полон, Рауль гине в нерівній сутичці.
Душі самих мушкетерів до цього моменту азартно та безсило спостерігають за пригодами своїх дітей. Щира молитва д'Артаньяна на час повертає мушкетерів на землю, щоб дати їм шанс врятувати своїх нащадків і честь французької королеви. Разом з ними оживає заклятий противник д'Артаньяна — гвардієць Де Жюссак, який теж вступає в погоню за скарбами.
В результаті діти і батьки разом, підступні єзуїти повалені, честь королеви Франції збережена. Отримавши кільце Тамплієрів, мушкетери відмовляються ним скористатися, тому що і на тому світі хочуть залишитися разом.

## Ролі
- Лянка Гриу — Жаклін. Дочка д'Артаньяна. Успадкувала від батька запальний норов і буйний темперамент. Вона — наймолодша з команди, бо є фрейліною, а фрейліни в часи Короля-Сонця були не старші 18 років (тобто їй близько 16-17 років). Батько дівчинки завжди мріяв про сина, тому навчав Жаклін фехтування, стрільбі та військовій справі. Ставши старше, вона переодягається в чоловічий одяг і йде захищати Францію. Проте Анрі відразу вгледів у гарячому Жаку дівочу ніжність Жаклін. Пізніше заручена з Анрі.
- Антон Макарський — Анрі. Син Араміса, про що дізнається через 20 років. Хрещеник Анни Австрійської. Схожий на батька: такий же пристрасний і романтичний. На початку фільму проявляє запальність по відношенню до Жака (Жаклін), грубість до Анжеліки, пізніше всі вони стали друзями. Перший розгледів в Жаку Жаклін. Пізніше заручений з нею.
- Данило Дунаєв — Рауль. Син Атоса, копія батька: благородний, ранимий, чесний. Під час запальності Анрі захищає Анжеліку та Жака (Жаклін). Загинув під час сутички в трактирі .
- Ірина Пєгова — Анжеліка. Дочка Портоса. Пухкенька весела дівчина-черниця, дуже схожа на батька: така ж простодушна і рішуча. Батько явно обожнював дочку, при будь-якому випадку намагався їй догодити (зокрема, нагодувати). Це показано в кадрі, коли він називає дочку «красунею» і охоче наминає з нею шинку.
- Михайло Боярський — Д'Артаньян
- Веніамін Смєхов — Атос
- Валентин Смирнитський — Портос
- Ігор Старигін — Араміс
- Аліса Фрейндліх — королева Анна Австрійська
- Дмитро Харатьян — король Людовик XIV
- Олександр Ширвіндт — Кольбер
- Дмитро Нагієв — Леон
- Володимир Балон — де Жюссак
- Євгенія Крюкова — Луїза де Лавальєр
- Ярослав Федорчук — гвардієць

## Виробництво
Зйомки фільму проходили з 15 червня по 5 вересня 2007 р. і проводилися майже в тих же місцях, де і зйомки першої радянської екранізації: Одеса, Свірзький замок, Львів (зокрема епізод дуелі у Вірменській церкві), Москва, Санкт-Петербург і Білгород-Дністровський.
Фільм створений у трьох версіях: прокатній (тривалість — 115:14), повній режисерській (тривалість — 134:05), у вигляді чотирьохсерійного серіалу для показу по телебаченню (тривалість — 197:48). Зйомки, озвучування та монтаж картини завершені в кінці 2007-го. Прем'єра прокатної версії відбулася 4 лютого 2009 р. 7 листопада 2009-го на Першому каналі показана повна режисерська версія фільму. 10 березня 2012-го на каналі РЕН ТВ відбулася прем'єра чотирьохсерійного серіалу. Планується випустити комедію (тривалість — 140:00).
5 березня 2009 р. на DVD і Blu-ray відбувся реліз прокатної версії (тривалість — 115:14) фільму.

## Музика
1. Михайло Боярський — «Ну почему?»
2. Аліса Фрейндліх й Ангеліна Сергієва — «Дуэт королевы и Жаклин»
3. Антон Макарський, Ангеліна Сергієва й інші — «Мы — команда!»
4. Антон Макарський — «Прощай, любовь!»
5. Антон Макарський — «Как жаль!»
6. Антон Макарський и Ангеліна Сергієва — «Дуэт Анри и Жаклин»
7. Михайло Боярський — «Молитва»
8. Михайло Боярський, Антон Макарський, Ангеліна Сергієва й інші — «Летели дни…»
9. Дмитро Харатьян — «Рэп короля»
10. Веніамін Смєхов — «Жизнь и любовь графа де Ла Фер»
11. Ангеліна Сергієва — «Плач Жаклин»

## Цікаві факти
- Між виходом першого фільму про Мушкетерів (1979) і нинішнім фільмом (початок 2009 р.) дійсно пройшло 30 років, як і в заголовку роману Дюма. Всіх основних персонажів (крім Рауля і Луїзи де Лавальер) грають одні і ті ж актори.